# Zygmunt Ścibor-Rylski
Zygmunt Ścibor-Rylski herbu Ostoja (ur. 1818, zm. 27 maja 1898 w Pisarowcach) – właściciel ziemski.

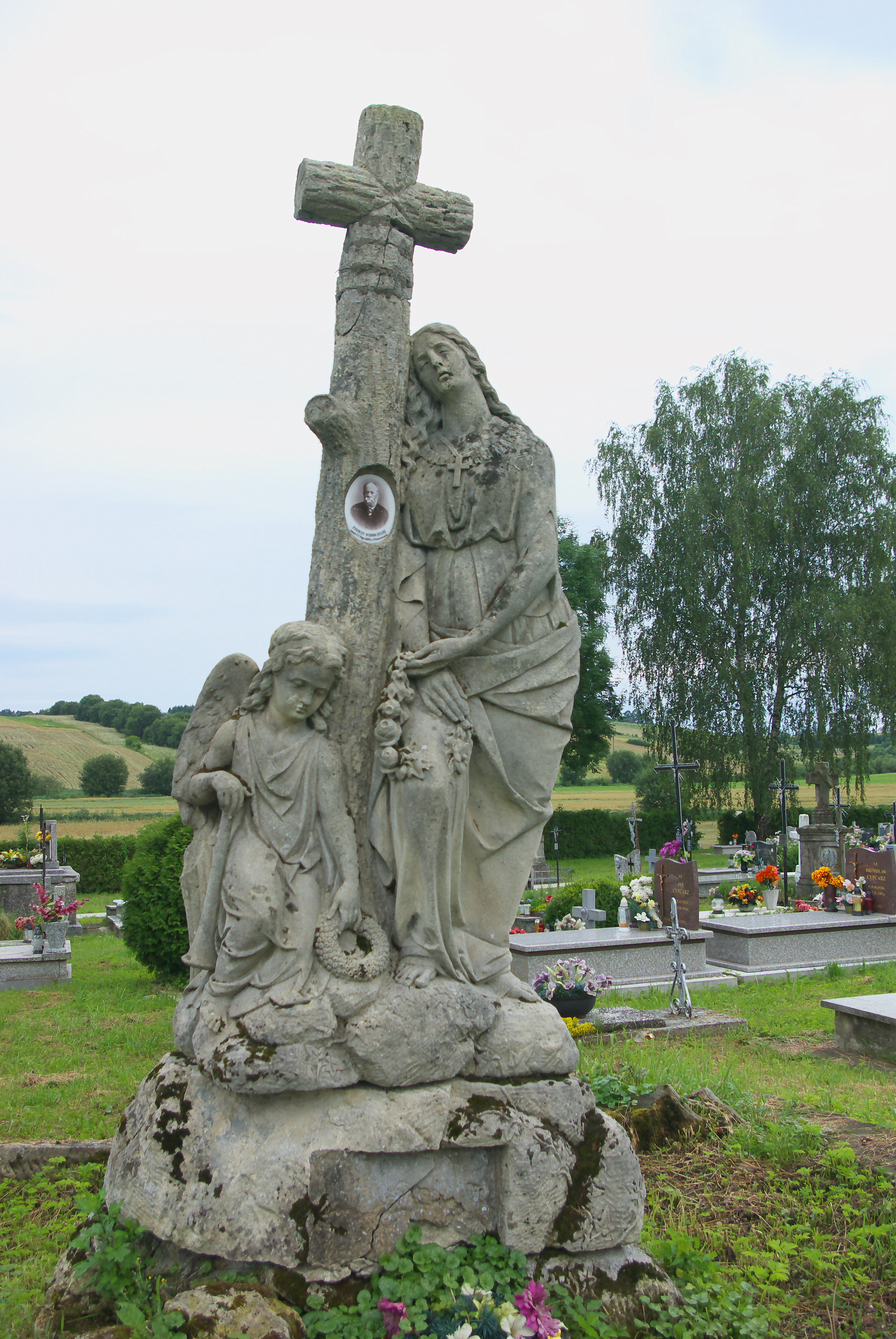
Nagrobek Zygmunta Ścibor-Rylskiego autorstwa Piotra Kozakiewicza

## Życiorys
Urodził się w 1818. Był synem Franciszka (1783-1850) i Marianny z domu Zbyszewskiej (1789-1849).
29 sierpnia 1853 w Pisarowcach poślubił Józefę Tchorznicką herbu Jelita, ur. ok. 1832, zm. w 1907 (świadkami na ich ślubie byli Marcin Urbański i mjr Celestyn Zbyszewski). Mieli córkę Aleksandrę (1854-1855). W drugiej połowie XIX wieku do końca życia był właścicielem tabularnym dóbr Pisarowce. Własnością rodziny Rylskich była kamienica przy ulicy Henryka Sienkiewicza 5 w Sanoku, datowana na 1863.
Wybrany z grupy większych posiadłości był członkiem Rady c. k. powiatu sanockiego i w latach od około 1877 do około 1881 pełnił funkcję zastępcy członka wydziału powiatowego.
W powiecie sanockim pełnił funkcję szacownika dóbr dla okręgu przemyskiego sądu obwodowego. Był członkiem reprezentacji Sanoka, która w 1880 spotkała się z podróżującym po Galicji cesarzem Austrii Franciszkiem Józefem I w Krakowie i we Lwowie.
Zmarł 27 maja 1898 w Pisarowcach. Został pochowany na cmentarzu w Dudyńcach.